# Gabi Füller
Gabi Füller (Düsseldorf, 24 febbraio 1955) è un'ex cestista tedesca.

## Carriera
Con la Germania Ovest ha disputato tre edizioni dei Campionati europei (1974, 1976, 1978).